# Euro Hockey Club Champions Cup 2015
De Euro Hockey Club Champions Cup (EHCCC) 2015 is de 42ste editie en werd gehouden van 3 april tot en met 6 april op het Sportpark Kees Boekelaan van SCHC te Bilthoven. Er deden acht teams mee, waaruit door middel van een knock-outsysteem een winnaar werd gekozen. De titelhouders waren de vrouwen van Amsterdam, maar zij wisten zich niet voor dit toernooi te kwalificeren en konden zodoende niet hun titel verdedigen. In de finale versloeg SCHC voor eigen publiek Den Bosch, waarmee ze voor het eerst in de clubhistorie van SCHC Europees kampioen werden.

## Kwartfinales
| 3 april 2015 11:30                                       |                  |                                                        |                                                 |
| Surbiton HC                                              | 1:1 (0:0)        | Club de Campo                                          | Scheidsrechters: Laurine Delforge Alwiene Sterk |
| 41' Hannah Coulson                                       | Wedstrijdverslag | 54' Rocio Gutierrez Sierra (sc) 68' Maria Lopez Garcia | Scheidsrechters: Laurine Delforge Alwiene Sterk |
| Shoot-out                                                |                  |                                                        | Scheidsrechters: Laurine Delforge Alwiene Sterk |
| Sarah Page Harriet Tibble Sarah Haycroft Rebecca Herbert | 0-2              | Rocio Gutierrez Sierra Alicia Magaz Medrano Empar Gil  | Scheidsrechters: Laurine Delforge Alwiene Sterk |

| 3 april 2015 12:45                                        |                  |                                         |                                                   |
| Rot-Weiß Köln                                             | 2:1 (1:0)        | UCD LHC                                 | Scheidsrechters: Hannah Sanders Ymkje van Slooten |
| 31' Hannah Gablać 37' Lea Stöckel (sc) 54' Lena Vonhoegen | Wedstrijdverslag | 48' Anna O'Flanagan 60' Anna O'Flanagan | Scheidsrechters: Hannah Sanders Ymkje van Slooten |

| 3 april 2015 15:00 |                  |               |                                                      |
| HC Den Bosch | 9:0 (3:0)        | CSP Izmailovo | Scheidsrechters: Gabriele Schmitz Vilma Bagdanskiene |
| 2' Maartje Krekelaar 16' Maartje Paumen (sc) 25' Maartje Paumen (sb) 38' Vera Vorstenbosch 38' Vera Vorstenbosch 40' Maartje Paumen (sc) 53' Lieke Hulsen 69' Maartje Paumen (sc) 69' Marloes Keetels | Wedstrijdverslag |               | Scheidsrechters: Gabriele Schmitz Vilma Bagdanskiene |

| 3 april 2015 17:15                    |                  |                                                                              |                                                     |
| HC Canterbury                         | 2:2 (1:1)        | SCHC                                                                         | Scheidsrechters: Sarah Wilson Céline Martin-Schmets |
| 34' Jen Wilson 65' Grace Balsdon (sc) | Wedstrijdverslag | 26' Carlien Dirkse van den Heuvel 34' Emilie Mol 52' Caia van Maasakker (sc) | Scheidsrechters: Sarah Wilson Céline Martin-Schmets |

## Plek 5-8
| 4 april 2015 10:45                                                   |                  |                                                              |                                                     |
| Surbiton HC                                                          | 3:2 (2:1)        | CSP Izmailovo                                                | Scheidsrechters: Gabriele Schmitz Ymkje van Slooten |
| 3' Hollie Webb (sc) 23' Harriet Tibble (sc) 55' Rebecca Herbert (sc) | Wedstrijdverslag | 8' Ksenia Shamina 42' Galina Timshina (sc) 53' Irina Kuzmina | Scheidsrechters: Gabriele Schmitz Ymkje van Slooten |

| 4 april 2015 13:00                                                   |                  |                                                     |                                                      |
| UCD LHC                                                              | 3:2 (3:1)        | HC Canterbury                                       | Scheidsrechters: Vilma Bagdanskiene Laurine Delforge |
| 11' Chloe Watkins 18' Emily Beatty 29' Deirdr Duke 55' Chloe Watkins | Wedstrijdverslag | 8' Nikki Triggs 36' Jen Wilson (sc) 56' Lucy Barnes | Scheidsrechters: Vilma Bagdanskiene Laurine Delforge |

### Plek 7/8
| 6 april 2015 9:00       |                  |                                                                                          |                                                         |
| CSP Izmailovo           | 1:5 (0:4)        | HC Canterbury                                                                            | Scheidsrechters: Céline Martin-Schmets Michelle Meister |
| 44' Daria Vasileva (sc) | Wedstrijdverslag | 3' Nikki Lloyd 19' Dirkie Chamberlain 20' Anna Baker 32' Anna Baker 47' Mel Clewlow (sb) | Scheidsrechters: Céline Martin-Schmets Michelle Meister |

### Plek 5/6
| 6 april 2015 11:15                                                            |                  |                       |                                                 |
| Surbiton HC                                                                   | 4:1 (1:0)        | UCD LHC               | Scheidsrechters: Gabriele Schmitz Alwiene Sterk |
| 22' Rebecca Herbert 41' Georgina Twigg (sb) 55' Julia King (sc) 59' Jo Hunter | Wedstrijdverslag | 52' Katie Mullan (sc) | Scheidsrechters: Gabriele Schmitz Alwiene Sterk |

## Halve finales
| 5 april 2015 13:00 |                  |                                                                                          |                                                |
| Club de Campo      | 0:4 (0:2)        | HC Den Bosch                                                                             | Scheidsrechters: Michelle Meister Sarah Wilson |
|                    | Wedstrijdverslag | 7' Vera Vorstenbosch 31' Vera Vorstenbosch 58' Maartje Paumen (sc) 63' Vera Vorstenbosch | Scheidsrechters: Michelle Meister Sarah Wilson |

| 5 april 2015 15:15                         |                  |                                         |                                              |
| Rot-Weiß Köln                              | 1:2 (0:1)        | SCHC                                    | Scheidsrechters: Elena Eskina Hannah Sanders |
| 60' Pia Grambusch (sc) 69' Julia Karwatzky | Wedstrijdverslag | 27' Ginella Zerbo 46' Miou Koopman (sc) | Scheidsrechters: Elena Eskina Hannah Sanders |

## Finale ronde

### Troostfinale
| 6 april 2015 13:30 |                  |                        |                                              |
| Club de Campo | 3:0 (4:0)        | Rot-Weiß Köln          | Scheidsrechters: Elena Eskina Hannah Sanders |
| 20' Beatriz Perez Lagunas 21' Beatriz Perez Lagunas 26' Belen Iglesias Marco 68' Maria Lopez Garcia (sc) 69' Maria Alvarez-Labrador | Wedstrijdverslag | 69' Christina Schröder | Scheidsrechters: Elena Eskina Hannah Sanders |

### Finale
| 6 april 2015 15:45                                                                |                  | |                                                |
| HC Den Bosch                                                                      | 2:2 (1:2)        | SCHC                                                                                                  | Scheidsrechters: Laurine Delforge Sarah Wilson |
| 21' Maartje Krekelaar (sc) 46' Sian Keil 69' Maartje Paumen (sc)                  | Wedstrijdverslag | 6' Caia van Maasakker (sc) 9' Caia van Maasakker (sc)                                                 | Scheidsrechters: Laurine Delforge Sarah Wilson |
| Shoot-out                                                                         |                  | | Scheidsrechters: Laurine Delforge Sarah Wilson |
| Marloes Keetels Lieke Hulsen Fréderique Matla Maartje Krekelaar Vera Vorstenbosch | 2:3              | Maike Stöckel Carlien Dirkse van den Heuvel Roos Drost Caia van Maasakker Sarah Jaspers Maike Stöckel | Scheidsrechters: Laurine Delforge Sarah Wilson |

## Kampioen
| Euro Hockey Club Champions Cup 2015 |
| ----------------------------------- |
| S.C.H.C. 1ste titel                 |

## Individuele prijzen
- Topscorer:  Maartje Paumen,  HC Den Bosch
- Beste speelster van het toernooi:  Lidewij Welten,  HC Den Bosch
- Beste keepster van het toernooi:  María Ruiz,  Club de Campo